# Гордон, Гэри Айвэн
Гэри Айвэн Гордон (англ. Gary Ivan Gordon; 30 августа 1960, Линкольн, Мэн, США — 3 октября 1993, Могадишо, Сомали) — военнослужащий американского подразделения специального назначения «Дельта», погибший в сражении в Могадишо во время миротворческой операции ООН «Продолжение надежды» в Сомали. Посмертно удостоен высшей военной награды США — Медали Почёта.
Гэри Гордон родился 30 августа 1960 года. С 1981 года служил в Армии США, в том числе во 2-м батальоне 10-й группы специального назначения, из которого был переведён в 1-е оперативное подразделение элитной группы спецназа «Дельта».
В августе 1993 года мастер-сержант Гордон вместе с товарищами был отправлен в Могадишо (Сомали), с задачей поимки лидера одной из местных группировок Мохаммеда Айдида. 3 октября он принимал участие в очередном рейде, возглавляя группу снайперов из трёх человек. Группа находилась на борту вертолёта, прикрывая с воздуха наземные подразделения. В ходе рейда американские силы неожиданно были атакованы боевиками, имевшими подавляющее численное превосходство. После того, как был сбит второй вертолёт MH-60, ситуация полностью вышла из-под контроля, так как у командира операции уже не было резервов, чтобы обеспечить безопасность экипажа ещё одного вертолёта. Гордон запросил у командования разрешить высадку его и одного из подчинённых ему снайперов Рэнди Шугарта возле обломков второго вертолёта. Его запрос несколько раз отклонялся, но в конце концов был одобрен. Прибыв на место, снайперы вытащили из кабины выжившего пилота, а затем организовали круговую оборону, вдвоём защищая его от сотен вооружённых боевиков. Официально считается, что Шугарт погиб первым, однако Марк Боуден в книге «Падение „Чёрного ястреба“» выдвигает предположение, что сначала погиб Гордон. Пилот вертолёта сдался в плен.
В мае 1994 года Гэри Гордон и Рэнди Шугарт были посмертно удостоены Медалей Почёта. Это были первые вручения этой награды со времён войны во Вьетнаме (с 1972 года).
В честь Гордона названо транспортное судно ВМС США.
В фильме «Падение „Чёрного ястреба“» роль Гордона сыграл датский актёр Николай Костер-Вальдау.